# Zetting
Zetting (deutsch Settingen, früher auch Zettingen) ist eine französische Gemeinde mit 856 Einwohnern (Stand 1. Januar 2022) im Département Moselle in der Region Grand Est (bis 2015 Lothringen). Sie gehört zum Arrondissement Sarreguemines.

## Geographie
Die Ortschaft liegt an der Grenze zum Krummen Elsass (Département Bas-Rhin) auf einer Höhe zwischen 195 und 293 m über dem Meeresspiegel. Das Gemeindegebiet umfasst 6,94 km². Die Ortschaft liegt wie ihre Nachbargemeinden Wittring (Wittringen) und Sarreinsming (Saareinsmingen) am Ufer der Saar und des Saarkanals, südöstlich von Saargemünd und Luftlinie etwa fünf Kilometer von der deutschen Grenze entfernt. Am gegenüberliegenden Ufer mündet der Schwartzbach in die Saar, in der Nähe des Dorfes durchfließt außerdem der Goldbach das Gemeindegebiet. Zur Gemeinde Zetting gehört der Ortsteil Dieding (Diedingen) rechts der Saar.

## Geschichte
In älteren Urkunden auftauchende Ortsbezeichnungen sind Zödingen (1440) und Zettingen (1606).
Der Ort wurde von Johann von Stein an Nassau-Saarbrücken verkauft und bildete von 1766 bis 1797 eine deutsche Enklave in Frankreich. Im Zweiten Pariser Frieden vom 20. November 1815 blieb die Gemeinde bei Frankreich.
Durch den Frankfurter Frieden vom 10. Mai 1871 kam die Region an Deutschland und das Dorf wurde dem Kreis Saargemünd im Bezirk Lothringen und im Reichsland Elsaß-Lothringen zugeordnet. Auf der Gemarkung des Dorfs befand sich eine Mühle; die Dorfbewohner betrieben Getreide-, Wein- und Obstanbau. Nach dem Ersten Weltkrieg musste die Region aufgrund der Bestimmungen des Versailler Vertrags 1919 an Frankreich abgetreten werden. Das Departement Mosel blieb erhalten, wurde jedoch in Département Moselle umbenannt.
Mit der heutigen Gemeinde Tholey im Saarland besteht eine Partnerschaft.

### Wappen
Die Wolfsangel ist eines der Symbole des Hauses Nassau-Saarbrücken, dem Zetting unterstand. Die Krähen erinnern an das Kloster Tholey, das Besitz in Zetting hatte.

## Bevölkerungsentwicklung
| Jahr                       | 1962 | 1968 | 1975 | 1982 | 1990 | 1999 | 2007 | 2019 |
| Einwohner                  | 759  | 859  | 865  | 839  | 849  | 864  | 769  | 844  |
| Quellen: Cassini und INSEE |      |      |      |      |      |      |      |      |

## Sehenswürdigkeiten
Die Kirche St. Marcel ist bekannt für ihren mittelalterlichen Rundturm aus dem 11. Jahrhundert, seinem Altar aus der Zeit des Barock aus vergoldetem Holz sowie den bemalten Fenstern aus dem 15. Jahrhundert. Die Kirchengemeinde unterstand ehemals der Abtei Tholey im Bistum Trier.

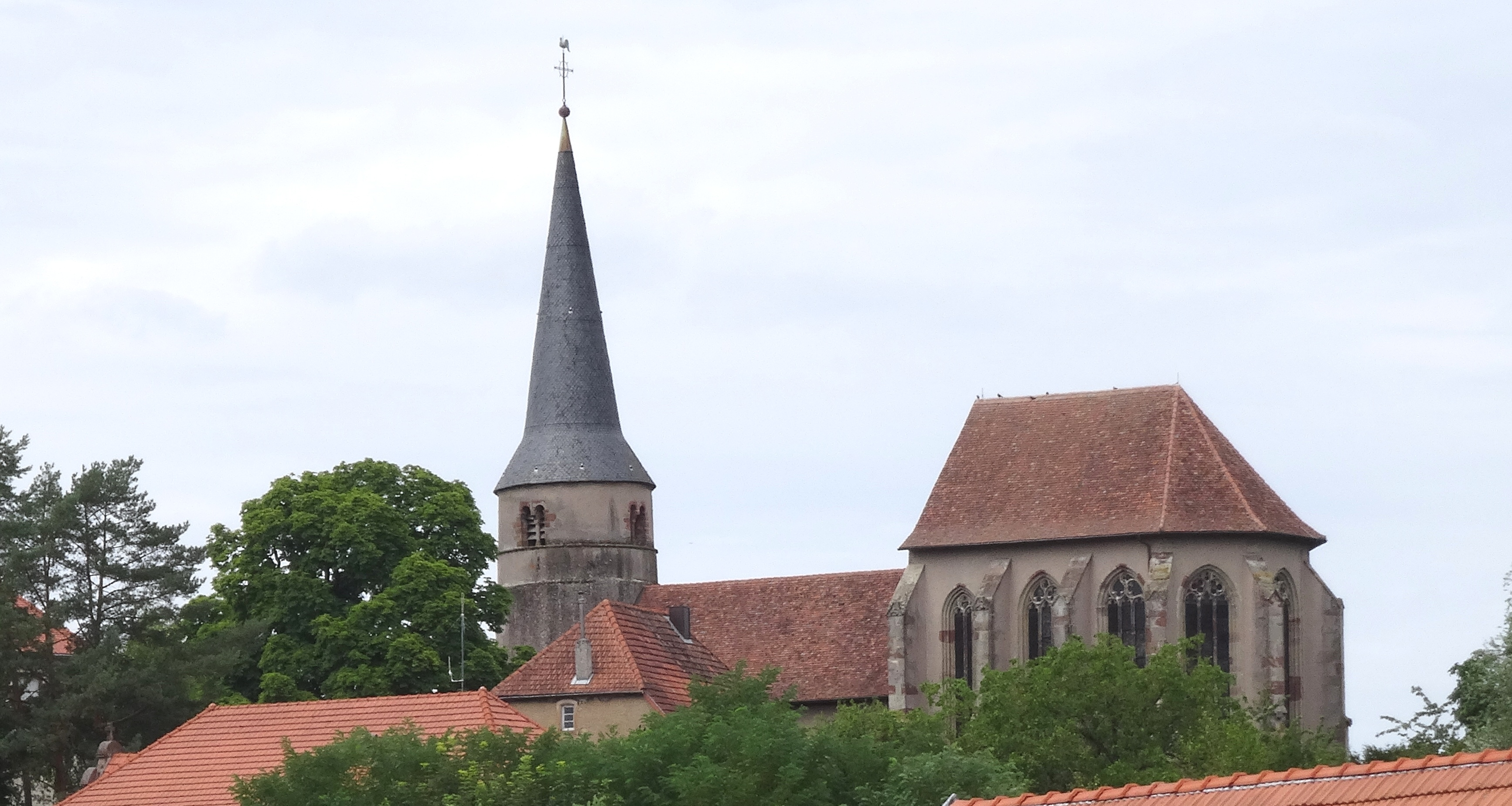
Kirche St-Marcel in Zetting, gesehen vom Saarkanal aus
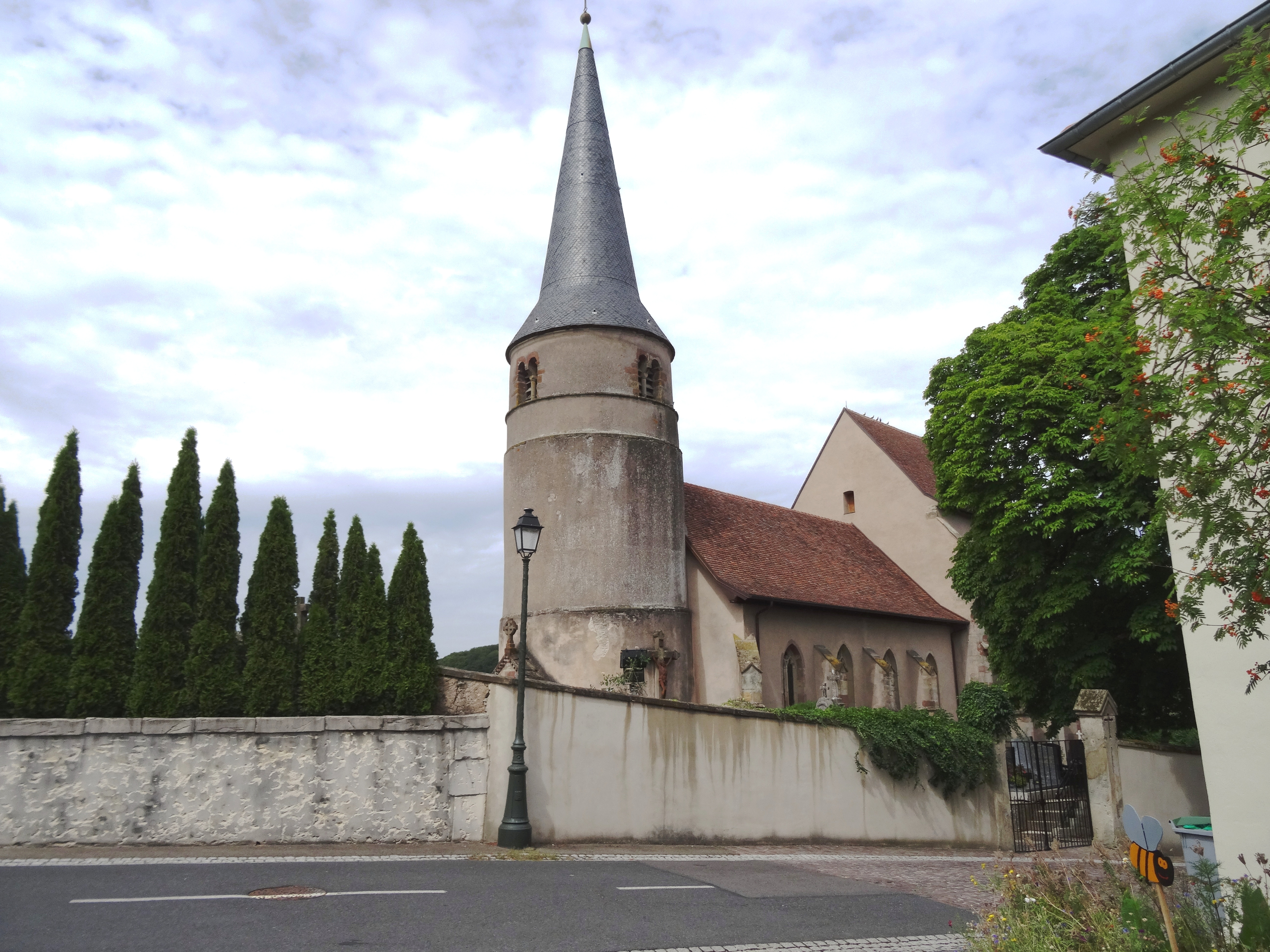
Wehrturm der Kirche St-Marcel aus dem 11. Jahrhundert
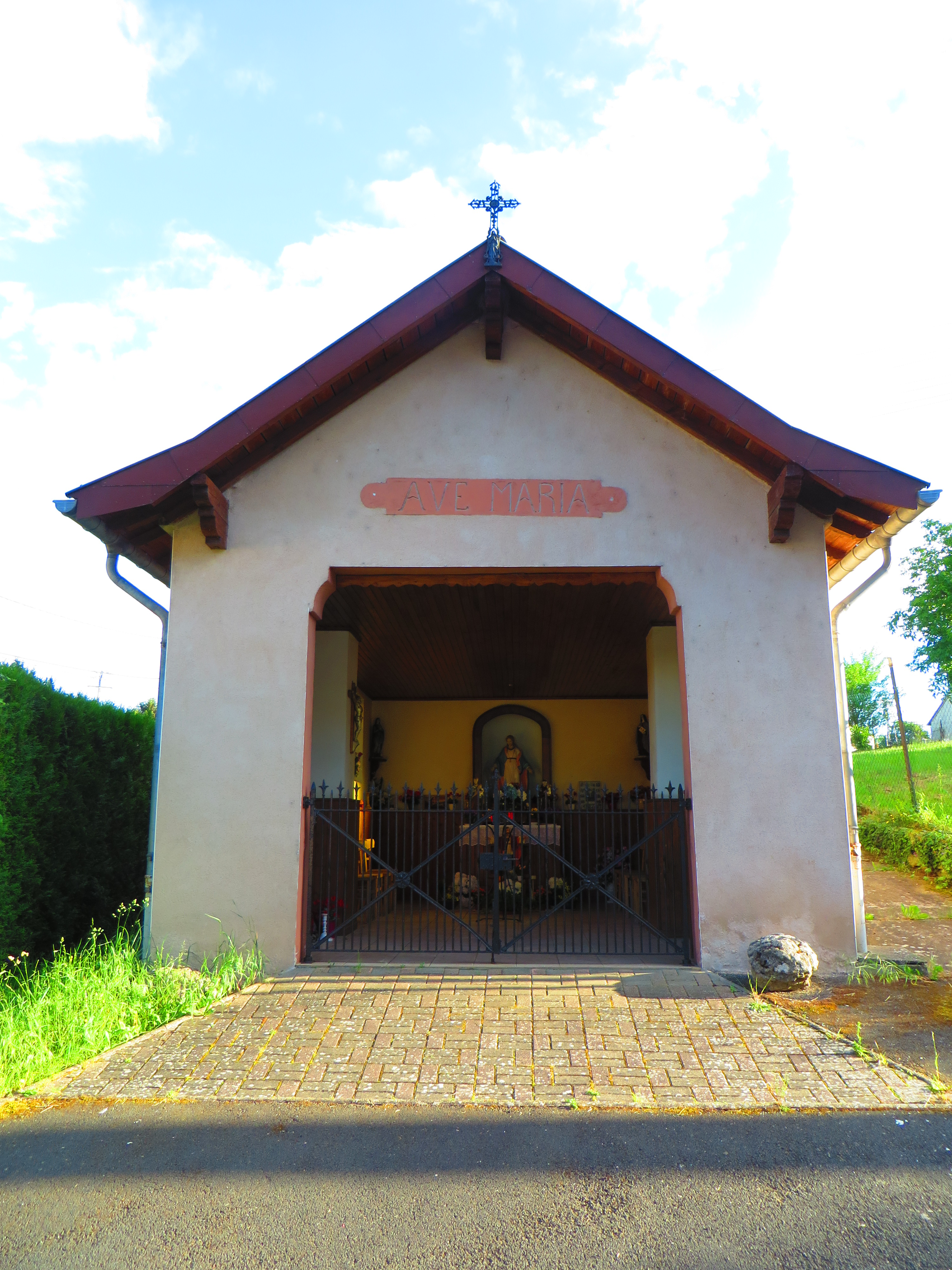
Kapelle Notre-Dame

## Verkehrsanbindung
Die Ortschaft wird von der Départementsstraße D33 durchquert. In der Nähe führt außerdem die D662 vorbei, die Saargemünd mit Bitsch verbindet, sowie die Autobahn A4, die von Straßburg nach Paris führt.
An der Bahnstrecke von Saarbrücken nach Straßburg, die zunächst entlang der Saar und dann durchs Krumme Elsass führt, hat Zetting einen Haltepunkt.
Ein gut ausgebauter Radweg führt am Saarkanal entlang von Saargemünd (franz.: Sarreguemines) zum Rhein-Marne-Kanal.

## Persönlichkeiten
- Jacques Touba (1863–1940), lothringischer Regionalhistoriker, wirkte hier als Ortspfarrer

## Belege
1. ↑  Franz Xaver Kraus: Kunst und Alterthum in Elsass-Lothringen. Beschreibende Statistik. Band III, Friedrich Bull, Straßburg 1886, S. 926 (books.google.de).
2. ↑  Eugen H. Th. Huhn: Deutsch-Lothringen. Landes-, Volks- und Ortskunde, Stuttgart 1875, S. 412  (books.google.de).
3. ↑  Wappenbeschreibung auf genealogie-lorraine.fr (französisch)